# Šalgočka
Šalgočka (in ungherese Salgócska) è un comune della Slovacchia facente parte del distretto di Galanta, nella regione di Trnava.